# Bisztrica (Szalatnok)
Bisztrica (horvátul: Bistrica) falu Horvátországban Verőce-Drávamente megyében. Közigazgatásilag Szalatnokhoz tartozik.

## Fekvése
Verőcétől légvonalban 20, közúton 21 km-re délkeletre, községközpontjától 7 km-re északnyugatra, Nyugat-Szlavóniában, a Drávamenti-síkságon, a Papuk-hegység északi lábánál, a Bistrica-patak partján fekszik. A Drávamenti (Varasd-Eszék) főút és a Zágráb-Eszék vasútvonal is áthalad rajta. Vasútállomása van.

## Története
A falu a török uralom idején keletkezett, amikor a környező földek megművelésére 17. században Boszniából katolikus vallású sokácokat telepítettek ide. A Pozsegai szandzsákhoz tartozott. Lakossága a térség 1684-ben történt a török uralom alóli felszabadítása után is megmaradt. A falu eredetileg nem a mai helyen, hanem a hegyes határrészen feküdt és csak később, a főút és a vasút megépítése után települt a mai helyére a főút mellé.
Az első katonai felmérés térképén „Dorf Bistricza” néven találjuk. Lipszky János 1808-ban Budán kiadott repertóriumában „Bisztricze” néven szerepel. Nagy Lajos 1829-ben kiadott művében „Bisztricza v. Bisztricze” néven 32 házzal, 187 katolikus vallású lakossal szerepel.
Verőce vármegye Szalatnoki járásának része volt. Fejlődésén nagyot lendített a vasútvonal 1885-ben történt megnyitása és az, hogy vasútállomása lett. 1857-ben 196, 1910-ben 381 lakosa volt. 1910-ben a népszámlálás adatai szerint lakosságának 51%-a szerb, 26%-a magyar, 20%-a horvát anyanyelvű volt. Az I. világháború után 1918-ban az új szerb-horvát-szlovén állam, majd később (1929-ben) Jugoszlávia része lett. A második világháború idején a magyar lakosságot elűzték. A háború után a település Cabuna irányában terjeszkedett. Az új településrész a Novo nevet kapta. 1991-ben lakosságának 56%-a horvát, 38%-a szerb nemzetiségű volt. 2011-ben a településnek 165 lakosa volt, akik a sladojevci plébániához tartoztak.

## Lakossága
| Lakosság változása | Lakosság változása | Lakosság változása | Lakosság változása | Lakosság változása | Lakosság változása | Lakosság változása | Lakosság változása | Lakosság változása | Lakosság változása | Lakosság változása | Lakosság változása | Lakosság változása | Lakosság változása | Lakosság változása | Lakosság változása |
| ------------------ | ------------------ | ------------------ | ------------------ | ------------------ | ------------------ | ------------------ | ------------------ | ------------------ | ------------------ | ------------------ | ------------------ | ------------------ | ------------------ | ------------------ | ------------------ |
| 1857               | 1869               | 1880               | 1890               | 1900               | 1910               | 1921               | 1931               | 1948               | 1953               | 1961               | 1971               | 1981               | 1991               | 2001               | 2011               |
| 196                | 238                | 235                | 261                | 390                | 381                | 382                | 344                | 288                | 276                | 264                | 222                | 249                | 232                | 204                | 165                |